# Callaway (Florida)
Callaway è un comune degli Stati Uniti d'America, situato in Florida, nella Contea di Bay.